# ملعب تروبيكانا
ملعب تروبيكانا (الملقب بـ "ذا تروب") هو ملعب مقبب متعدد الأغراض يقع في سانت بيترسبرغ، فلوريدا، الولايات المتحدة. كان "ذا تروب" موطن فريق تامبا باي رايز من دوري كرة القاعدة الرئيسي بين عامي 1998 و2024. يُستخدم الملعب أيضًا لمباريات كرة القدم الجامعية، ومن ديسمبر 2008 حتى ديسمبر 2017، كان يستضيف سانت بيترسبرغ بول، وهي مباراة كرة قدم أمريكية تقام بعد انتهاء الموسم. يُعد هذا الملعب هو الوحيد في دوري كرة القاعدة الرئيسي الذي يتمتع بسقف غير قابل للسحب. يُعتبر ملعب تروبيكانا أصغر ملاعب دوري كرة القاعدة الرئيسي من حيث سعة المقاعد عند تغطية صفوف الرؤية المحجوبة في الأقسام العلوية بالأغطية، كما يحدث في معظم مباريات فريق الرايز.
افتُتح ملعب تروبيكانا عام 1990 وكان يُعرف أصلاً باسم "فلوريدا صنكوست دوم". في عام 1993، انتقل تامبا باي لايتنينج إلى المنشأة، وتم تغيير اسمها إلى "ثندردوم" حتى انتقال الفريق إلى موطنه الجديد في وسط مدينة تامبا عام 1996. في أكتوبر 1996، وقّعت شركة تروبيكانا للمنتجات، وهي شركة عصائر كانت حينها مقرها في برادنتون المجاورة، عقداً لمدة 30 عاماً للحصول على حقوق التسمية.
تعرّض موقع وتصميم ملعب تروبيكانا (خاصة الممرات العلوية للسقف) لانتقادات واسعة، وغالباً ما يُذكر كأحد أسوأ الملاعب في دوري كرة القاعدة الرئيسي، حيث اعتُبر استبدال ملعب تروبيكانا أحد العقبات الرئيسية أمام التوسع المستقبلي للبطولة.
في عام 2023، أعلن فريق تامبا باي رايز عن صفقة مع السياسيين المحليين لبناء ملعب غاس بلانت، وهو ملعب جديد بالقرب من تروبيكانا فيلد بتكلفة متوقعة تبلغ 1.2 مليار دولار، سيتحمل دافعو الضرائب نصفها. في مارس 2025، ألغى الفريق الصفقة.
في 9 أكتوبر 2024، دمّر إعصار ميلتون جزءًا كبيرًا من الغشاء السقفي الشفاف المصنوع من الألياف الزجاجية لملعب تروبيكانا. وعلى الرغم من التخطيط لتجديد الملعب عام 2026، إلا أن مستقبله لا يزال غير مؤكد. حالياً، يخوض فريق الرايز جميع مبارياتهم البيتية لموسم 2025 على ملعب جورج إم. ستاينبرينر في تامبا.

## تاريخ
بعد أن حصلت تامبا على تامبا باي بوكانيرز وتامبا باي راوديز في سبعينيات القرن العشرين، قررت سانت بيترسبرغ أنها تريد نصيباً من مشهد الرياضة الاحترافية في منطقة خليج تامبا. قرر مسؤولو المدينة منذ البداية أن المدينة ستسعى لجذب فريق من دوري البيسبول الرئيسي. طُرحت تصاميم محتملة لملعب بيسبول أو ملعب متعدد الأغراض منذ عام 1983. كان أحد هذه التصاميم، في نفس الموقع الذي بُني فيه ملعب تروبيكانا في نهاية المطاف، يدعو إلى إنشاء ملعب مفتوح الهواء بتصميم شبيه بالخيمة السيركية. استوحى هذا التصميم بعض العناصر من ملعب كاوفمان المفتوح الهواء في كانساس سيتي، ميزوري، بما في ذلك النوافير خلف جدار الملعب الخارجي.
في نهاية المطاف، قرر مسؤولو المدينة أن ملعباً ذا قبة دائمة وثابتة سيكون ضرورياً لجعل فكرة استضافة فريق دوري كرة القاعدة الرئيسي قابلة للتنفيذ في المنطقة، بسبب الصيف الحار الرطب وكثرة العواصف الرعدية. بدأت أعمال البناء في عام 1986 على أمل أن يجذب الملعب فريقاً من دوري البيسبول الرئيسي إلى المنشأة.

### تسعينيات القرن العشرين
اكتمل بناء الملعب عام 1990. استضاف نهائيات كأس ديفيس عام 1990 في الخريف، وعدداً من حفلات موسيقى الروك، لكنه ظل بلا مستأجرين دائمين. ساعد الملعب في جعل سانت بيترسبرغ تصل إلى التصفيات النهائية لتوسعة دوري البيسبول الرئيسي لعام 1993، لكنها خسرت لصالح ميامي ودنفر. ظهرت شائعات عن احتمال انتقال سياتل مارينرز في أوائل التسعينيات، واقترب سان فرانسيسكو جاينتس من الانتقال إلى المنطقة، إذ أعلن مستثمرون من خليج تامبا في مؤتمر صحفي عام 1992 عن شرائهم للفريق ونقلهم له. ومع ذلك، أُحبطت عملية البيع والانتقال من قِبل ملاك أندية الرابطة الوطنية، الذين صوتوا ضد الصفقة في نوفمبر 1992 تحت ضغط من مسؤولي سان فرانسيسكو ومالك فلوريدا مارلينز آنذاك، رئيس بلوك باستر واين هويزينغا. أعقب ذلك مقاطعة محلية لمتاجر بلوك باستر استمرت لعدة سنوات.
أخيراً، حصل صن كوست دوم على مستأجر دائم عام 1991، عندما ظهر فريق تامبا باي ستورم من دوري كرة القدم الأمريكية داخل الصالات. وبعد عامين، جعل فريق تامبا باي لايتنينج من دوري الهوكي الوطني الملعب موطناً له لمدة ثلاثة مواسم. خلال هذه الفترة، تغير اسم صن كوست دوم إلى ثندردوم. وبسبب السعة الكبيرة لما كان في الأساس ملعباً بُني لكرة القاعدة، سُجلت عدة أرقام قياسية في الحضور لكل من دوري الهوكي الوطني ودوري كرة القدم الأمريكية داخل الصالات خلال فترة إقامة فريقي لايتنينج وستورم هناك.
أخيراً، في عام 1995، حصل ثندردوم على فريق بيسبول عندما توسع دوري كرة القاعدة الرئيسي إلى منطقة خليج تامبا. أُجريت تعديلات على الملعب وبيعت حقوق التسمية إلى تروبيكانا، مما أدى إلى تسميته بـملعب تروبيكانا عام 1996. سمح انتقال فريق لايتنينج وستورم إلى ما يُعرف الآن باسم أمالي أرينا في وسط مدينة تامبا عند اكتمالها، بإخلاء "ذا تروب" لتجهيزه لكرة القاعدة. بعدها، أُجريت عملية تجديد بتكلفة 70 مليون دولار أمريكي – لتحديث ملعب كلف 130 مليون دولار فقط قبل ثماني سنوات. استُوحي تصميم التجديدات من ملعب إيبتس، بما في ذلك نسخة طبق الأصل من الرُّوتوندا الشهيرة التي رحّبت بمشجعي بروكلين دودجرز لسنوات. أقيمت أول مباراة كرة قاعدة لموسم عادي في الملعب يوم 31 مارس 1998، عندما واجه تامبا باي ديفل رايز فريق ديترويت تايجرز وخسر بنتيجة 11–6. سجل لويس غونزاليس من فريق تايجرز أول هوم ران في الملعب، تلاه ويد بوغز الذي سجل أول هوم ران لفريق ديفل رايز في نفس المباراة. في عام 1999، سجّل بوغز هوم ران تاريخي ليصل إلى ضربته رقم 3000 في ملعب تروبيكانا. تُخلَّد هوم رانات بوغز التاريخية بمقاعد ذهبية ولوحات تذكارية في أماكن هبوط الكرات في مقاعد الحقل الأيمن.
على الرغم من أن تروبيكانا اشترتها بيبسيكو عام 1998، امتنعت الشركة عن إجراء أي تغييرات على حقوق تسمية الملعب، نظراً لشعبية العلامة التجارية بين قاعدة المشجعين المحليين.[بحاجة لمصدر]

### عقد 2000
شُيّد الملعب في البداية بسطح عشبي صناعي، لكن جرى استبداله عام 2000 بعشب صناعي أكثر نعومة. وفي موسم 2007، تم تركيب نسخة جديدة من العشب الصناعي تُعرف باسم ثنائي العشب الصناعي. كان الملعب يتميز دائمًا بوجود ميدان ترابي كامل بدلاً من التصميم الشائع في السبعينيات والثمانينيات المعروف باسم "حفر الانزلاق" (sliding pits)، مما جعله أول ملعب عشبي صناعي يحتوي على ميدان ترابي كامل منذ بوش ستاديوم الثاني عام 1976. ونظرًا لأن ملعب تروبيكانا لا يحتاج للتحول بين كرة القاعدة وكرة القدم، لم تكن هناك حاجة لاستخدام حفر الانزلاق التي صممت لتوفير الوقت أثناء إعادة تهيئة الملاعب. استضاف ملعب تروبيكانا مباريات كرة قدم، لكنها لم تكن تقام خلال موسم كرة القاعدة. وفي 6 أغسطس 2007، استُبدل مسار التحذير المصنوع من العشب الصناعي بمسار تحذير جديد مصنوع من ثنائي العشب الصناعي بلون بني مملوء بالحجارة.
شهد ملعب تروبيكانا تجديدًا إضافيًا بقيمة 25 مليون دولار قبل موسم 2006. كما أُضيفت تحسينات أخرى بقيمة 10 ملايين دولار خلال الموسم. في عام 2006، أضاف ديفل رايز حوضًا حيًا لأسماك راي كاونوز إلى الملعب، يقع خلف جدار الحقل المركزي مباشرةً، ويتيح للجمهور رؤية واضحة للعب داخل الملعب. يمكن للزوار الاقتراب من الحوض ولمس الأسماك. شملت التحسينات الأخرى قبل موسم 2007، إلى جانب السطح الجديد، إضافة مزايا عائلية جديدة في منطقة الحقل الأيمن، وإنشاء نادٍ فاخر جديد، وتركيب عدة شاشات فيديو جديدة، بما في ذلك شاشة فيديو رئيسية LED من إنتاج داكترونيكس بحجم 11 م × 20 م (35 قدم × 64 قدم)، وهي أكبر أربع مرات من الشاشة الأصلية. كما أضافت تجديدات 2007 قدرات مدمجة للبث عالي الدقة (HDTV) إلى الملعب، حيث بثت فوكس سبورتس فلوريدا وWXPX ما لا يقل عن ربع المباريات بجودة عالية (HD) عام 2007، لتتناسب مع نسبة العرض 16:9 لشاشة الفيديو الجديدة.

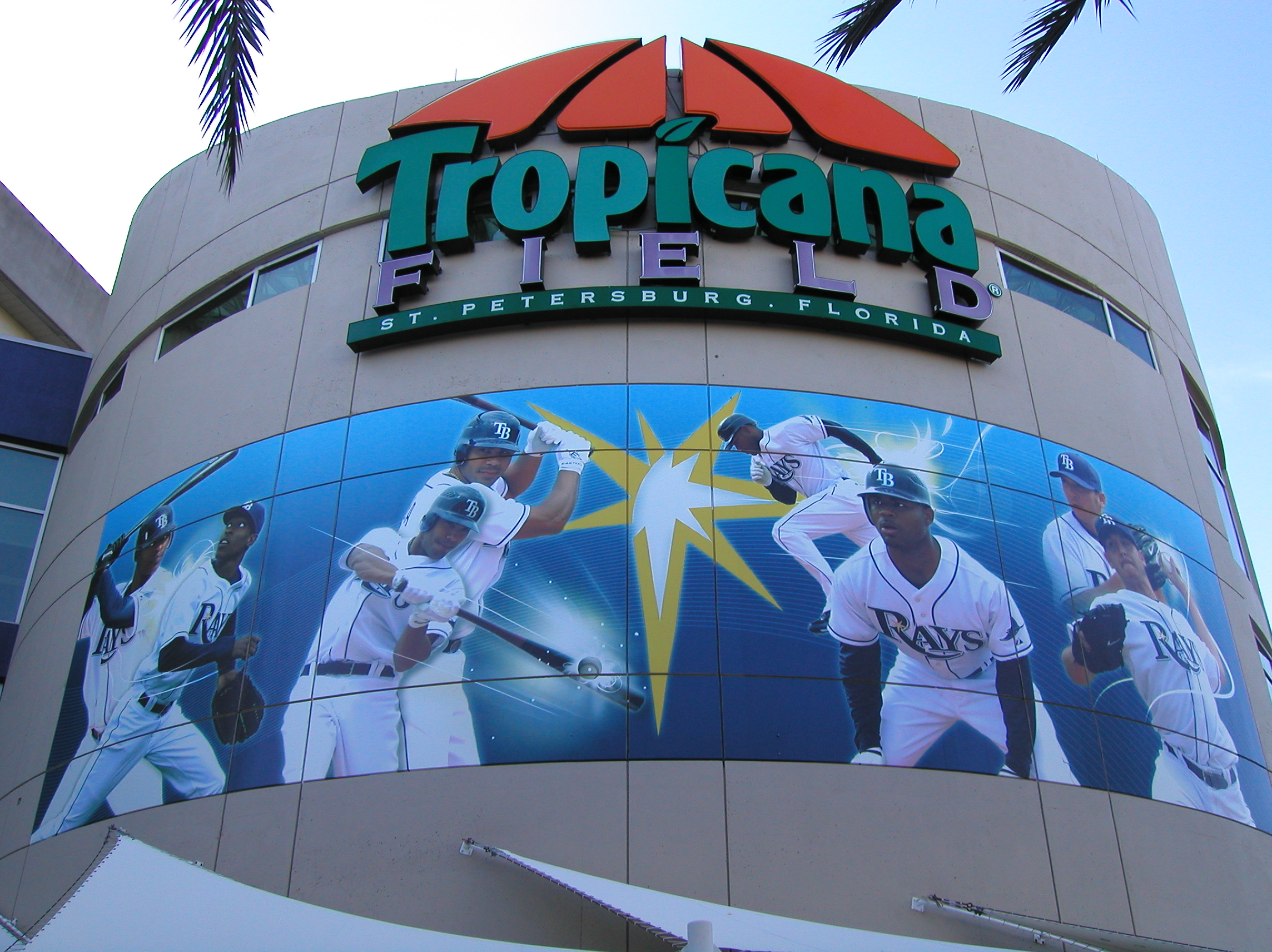
واجهة المدخل الدائري كما بدت في عام 2008

في 3 سبتمبر 2008، خلال مباراة بين رايز ونيويورك يانكيز، شهد ملعب تروبيكانا أول استخدام رسمي لإعادة العرض الفوري في تاريخ دوري البيسبول الرئيسي. شملت اللعبة المتنازع عليها كرة ضربها أليكس رودريجيز من يانكيز، تجاوزت عمود الخط الفاصل الأيسر. اعتُبرت الكرة هوم ران ميدانياً، لكنها كانت قريبة بما يكفي لدفع الحكام لمراجعة الإعادة الفورية للتحقق من القرار. لاحقاً، شهد ملعب تروبيكانا أول حالة يتم فيها إلغاء قرار بناءً على الإعادة الفورية، عندما ضُربت كرة طائرة من كارلوس بينيا وصُنِّفت بدايةً كضربة مزدوجة بسبب تدخل مشجع، ولكن أُلغي القرار وأُعتبرت الكرة هوم ران في 19 سبتمبر. قرر الحكام أن المشجع المعني، الذي كان يُعتقد في البداية أنه تجاوز الحائط الأيمن، لم يفعل ذلك.
في أكتوبر 2008، استضاف ملعب تروبيكانا أولى مباريات ما بعد الموسم في تاريخه، حيث واجه رايز شيكاغو وايت سوكس في سلسلة تقسيم الدوري الأمريكي، وبوسطن ريد سوكس في سلسلة بطولة الدوري الأمريكي (ALCS), وفيلادلفيا فيليز في السلسلة العالمية. استضاف الملعب مراسم تقديم الكأس الميدانية لفريق رايز عندما أصبحوا أبطال الدوري الأمريكي في 19 أكتوبر، عقب المباراة السابعة من بطولة الدوري الأمريكي. ضرب تشايس أتلي أول هوم ران في تاريخ السلسلة العالمية في ملعب تروبيكانا خلال الشوط الأول من المباراة الأولى من السلسلة العالمية 2008. انتهى الأمر بخسارة رايز المباراة بنتيجة 3–2، وأخيراً خسروا السلسلة العالمية أمام فيليز بأربع مباريات مقابل مباراة واحدة.
منذ 2008، تم تغطية الثلث العلوي من مقاعد المستوى العلوي بالملعب بالقماش المشمع، مما قلّل الطاقة الاستيعابية للملعب إلى 36,048 لموسم 2008 العادي. قُللت لاحقاً إلى 35,041 لمباريات ما بعد الموسم 2008، حيث خُصصت منطقة "300-level Party Deck" من قبل دوري كرة القاعدة الأمريكي الرئيسي كمكان إضافي للصحافة. في 14 أكتوبر 2008، أعلن رايز عن إزالة الأغطية من المستوى العلوي لبقية مباريات ما بعد الموسم، بدءاً من المباراة السادسة من بطولة الدوري الأمريكي. زادت هذه الخطوة من سعة الملعب إلى ما يقرب من 41,000، حسب عدد التذاكر المباعة لمقاعد الوقوف فقط.

### عقد 2010

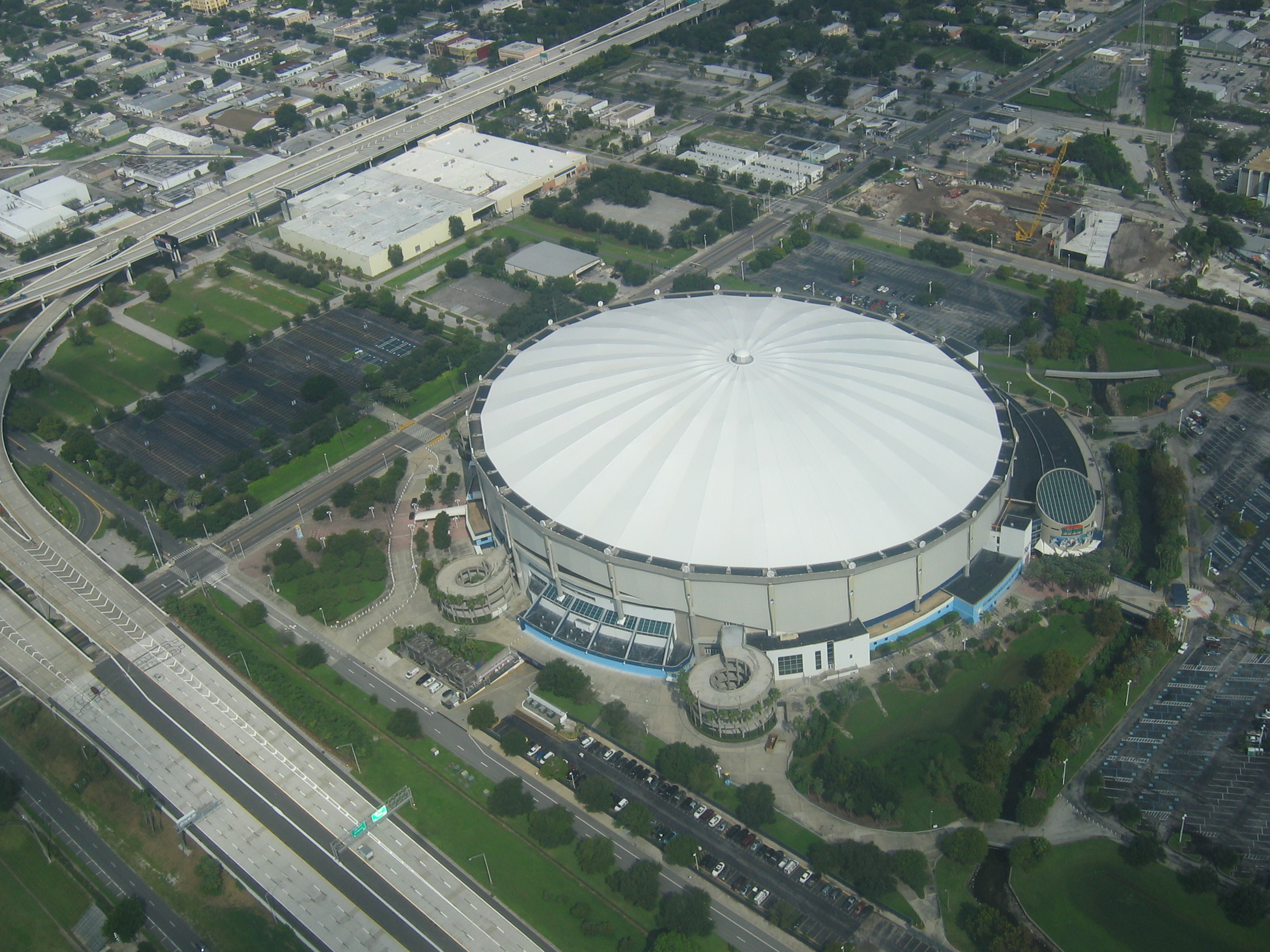
ملعب تروبيكانا من الجو

أُلقي أول مباراة بلا ضربة في ملعب تروبيكانا في 25 يونيو 2010، بواسطة إدوين جاكسون لاعب أريزونا دايموند باكس، الذي كان سابقًا عضوًا في فريق تامبا باي رايز بين عامي 2006 و2008.
بعد حوالي شهر من مباراة جاكسون، في 26 يوليو 2010، استضاف ملعب تروبيكانا أول مباراة بلا ضربة في تاريخ فريق رايز، عندما حقق الرامي مات غارزا هذا الإنجاز. واجه جارزا الحد الأدنى من الـ27 ضاربًا، حيث تم القضاء على الضارب الوحيد الذي وصل إلى القاعدة (من خلال مشية) بفضل كرة مزدوجة من الضارب التالي.
في 24 يونيو 2013، خلال مباراة ضد تورونتو بلو جايز، حقق ثلاثة من لاعبي رايز – جيمس لوني وويل مايرز وسام فولد – ثلاث ضربات منزلية متتالية، وهي المرة الأولى التي يحدث فيها ذلك في ملعب تروبيكانا.
نتيجة لأعمال الشغب التي وقعت في بالتيمور، نُقلت سلسلة المباريات بين رايز وبالتيمور أوريولز في مايو 2015 من ملعب أوريول بارك في كامدن ياردز إلى ملعب تروبيكانا. ولُعبت المباريات مع اعتبار الأوريولز الفريق المضيف ورايز الفريق الضيف.
بسبب الفيضانات الشديدة التي سببها إعصار هارفي في منطقة هيوستن، لعب هيوستن أسترو سلسلة مباريات "داخلية" في ملعب تروبيكانا في أغسطس 2017 ضد تكساس رينجرز، بينما كان فريق رايز خارج المدينة في رحلة مخطط لها مسبقًا. كان هذا الحدث هو الرابع فقط في تاريخ الدوري الذي يتم فيه نقل مباريات إلى موقع محايد بسبب الأحوال الجوية. ومن قبيل المصادفة، ومع اقتراب إعصار إيرما من منطقة خليج تامبا بعد أسبوعين، نُقلت سلسلة مباريات رايز الداخلية ضد نيويورك يانكيز إلى ملعب سيتي، وهو الملعب الرئيسي لمنافس اليانكيز في المدينة نيويورك ميتس.
في يوليو 2018، كُشف عن اقتراح لاستبدال المنشأة بملعب يبور. لكن لاحقًا في ذلك العام خلال اجتماع مالكي الدوري الشتوي، أعلن ستيوارت ستيرنبرغ مالك فريق تامبا باي رايز أن خطة ملعب يبور لن تمضي قدمًا. تنتهي اتفاقية الإيجار الحالية بين فريق رايز ومدينة سانت بطرسبرغ بحلول عام 2027. ومنحت المدينة الفريق حتى 31 ديسمبر 2018 لمواصلة المفاوضات مع مسؤولي مقاطعة هيلزبورو. على الرغم من أن مفوض دوري البيسبول الرئيسي روب مانفريد قد صرح بدعمه لـ"جهود إقامة الملعب ورغبته في مساعدة جميع الأطراف على إيجاد طريقة للإبقاء على الفريق في منطقة تامبا-سانت بطرسبرغ"، فقد أشار أيضًا إلى أن الفريق يجب أن "يستكشف طريقًا يصب في مصلحة ناديه ودوري البيسبول الرئيسي".
إضافة إلى ذلك، أثار إعلان الانتقال موجة من مقترحات إعادة تطوير المنطقة قُدمت إلى مدينة سانت بطرسبرغ. هناك مقترحات لهدم الهيكل تمامًا، ولكن بُذلت جهود لإشراك الجمهور في النقاش عبر عدة اجتماعات مجتمعية.
لموسم 2019، أغلق ملعب تروبيكانا الطوابق العلوية كجزء من الجهود والتجديدات لـ"خلق تجربة أكثر حميمية وترفيهية وجاذبية لجماهيرنا". أدى هذا إلى تقليل سعة الملعب إلى حوالي 25,000 – وهو الأدنى في الدوري. كان متوسط الحضور الجماهيري للفريق في موسم 2018 يزيد قليلاً عن 14,000.

### عقد 2020
من ديسمبر 2020 إلى أبريل 2021، استضاف الملعب عروض المصارعة المحترفة التي تقدمها دبليو دبليو إي، حيث بُثت عروضها من موقع مغلق أمام الجمهور يُعرف باسم دبليو دبليو إي ثندردوم. ومع بداية موسم 2021 لفريق تامبا باي رايز، انتقلت دبليو دبليو إي إلى مركز يوينجلينج في تامبا.
في 26 يناير 2021، كُشف عن سبعة مقترحات مختلفة لإعادة تطوير موقع ملعب تروبيكانا، بعضها يتضمن إنشاء ملعب جديد وبعضها الآخر لا يتضمن ذلك.
كان مشروع ملعب غاز بلانت هو أحدث اقتراح لاستبدال ملعب تروبيكانا اعتبارًا من موسم الدوري الرئيسي 2028. تمت الموافقة على هذا المقترح من قِبل كلٍ من مدينة سانت بطرسبرغ ومفوضي مقاطعة بينيلاس، على الرغم من أن أعمال البناء لم تبدأ بعد. خطط كل من فريق رايز وشركة هاينز للبدء في بناء الملعب أوائل عام 2025، ليكون جاهزًا ليوم الافتتاح في 2028.

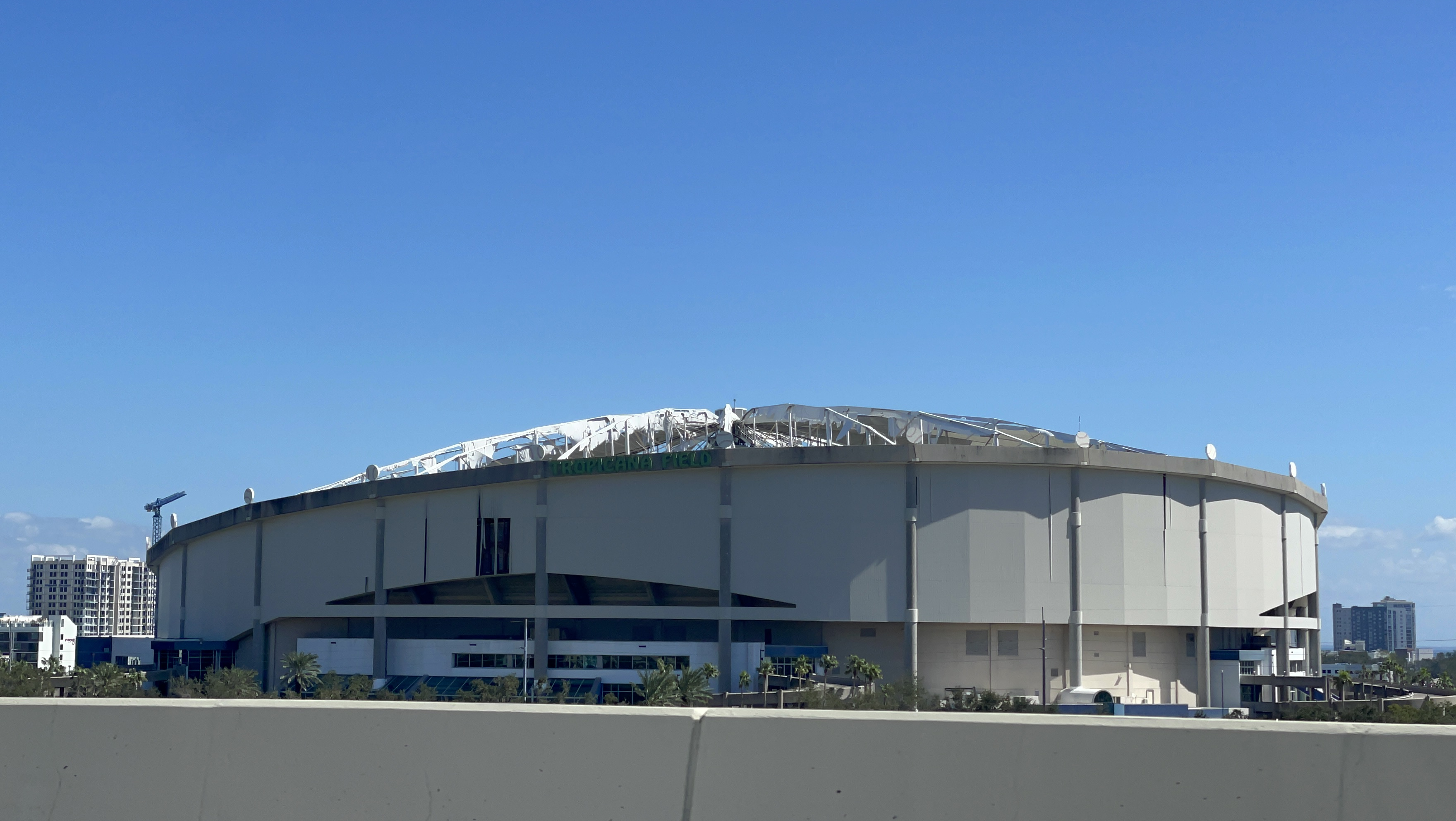
الأضرار التي لحقت بسقف ملعب تروبيكانا بعد إعصار ميلتون

في 9 أكتوبر 2024، وبينما كان إعصار ميلتون يضرب منطقة خليج تامبا، مزقت الرياح العاتية سقف الألياف الزجاجية في ملعب تروبيكانا. وأظهرت مقاطع الفيديو أجزاء من السقف وهي تتطاير في الرياح حتى فقدت أجزاء كبيرة منه. كان مستوى الملعب يستضيف معسكرًا أساسيًا لعناصر الطوارئ قبل وبعد العاصفة؛ ولم يكن هناك أي شخص على أرض الملعب عند تمزق السقف، كما أوضح فريق رايز أن الملعب لم يُستخدم كمأوى أثناء الإعصار كإجراء احترازي. وبحسب مهندس رئيسي من الشركة التي ركّبت السقف عام 1990، فإن السقف قد تجاوز عمره الافتراضي الأصلي بما يقارب عقدًا. في 31 أكتوبر 2024، صوت مجلس مدينة سانت بطرسبرغ على تخصيص 6.5 ملايين دولار لأعمال الإصلاح. وأظهر تقييم تفصيلي أن الملعب يمكن إصلاحه بتكلفة تقارب 55 مليون دولار ويكون جاهزًا لموسم 2026. وفي 14 نوفمبر 2024، أعلن فريق رايز أنهم سيلعبون جميع مبارياتهم الداخلية لموسم 2025 في ملعب جورج إم. ستاينبرينر، وهو ملعب قريب يُستخدم كمقر تدريبي لفريق نيويورك يانكيز. وفي 21 نوفمبر 2024، صوتت سانت بطرسبرغ مبدئيًا بأغلبية 4–3 على تخصيص 23 مليون دولار لإصلاح سقف ملعب تروبيكانا، لكنها تراجعت لاحقًا عن هذا القرار. ما لم يعد فريق رايز إلى الملعب بعد عام 2025، فستكون آخر مباراة داخلية لهم في تروبيكانا يوم 22 سبتمبر 2024، حيث هزموا تورونتو بلو جايز بنتيجة 4–3.
أعرب فريق رايز عن نيتهم استئناف اللعب في ملعب تروبيكانا ليوم الافتتاح لموسم 2026. وقد استعانت دوري كرة القاعدة الرئيسي بمستشار مستقل لمراقبة تقدم أعمال البناء وضمان اكتمالها بحلول هذا الموعد النهائي. وردًا على الموعد المقترح من الفريق، أوضح روب جيردس، مدير مدينة سانت بطرسبرغ، أن المدينة غير ملزمة بالوفاء بموعد يوم الافتتاح لموسم 2026. وصرّح جيردس قائلًا:
نتطلع إلى التعاون لتحقيق الهدف المشترك المتمثل في جعل ملعب تروبيكانا مناسبًا لمباريات دوري البيسبول الرئيسي بحلول يوم الافتتاح لموسم 2026. ومع ذلك، من المهم التأكيد على أن الاتفاقية الحالية للاستخدام تحكم التزامات الأطراف، وأي مراسلات بين مدينة سانت بطرسبرغ وفريق تامبا باي رايز لا تغير من تلك الالتزامات.
في 27 يناير 2025، صرح كين ويلش، عمدة سانت بطرسبرغ، أن ملعب تروبيكانا يمكن إصلاحه في الوقت المناسب لموسم البيسبول 2026. وفي مارس 2025، أُلغي مشروع ملعب غاز بلانت رسميًا، وأعلن الفريق أنه يدرس إعادة تطوير ملعب تروبيكانا مع عقد إيجار طويل الأمد بدلاً من ذلك.

## التصميم

### معماري

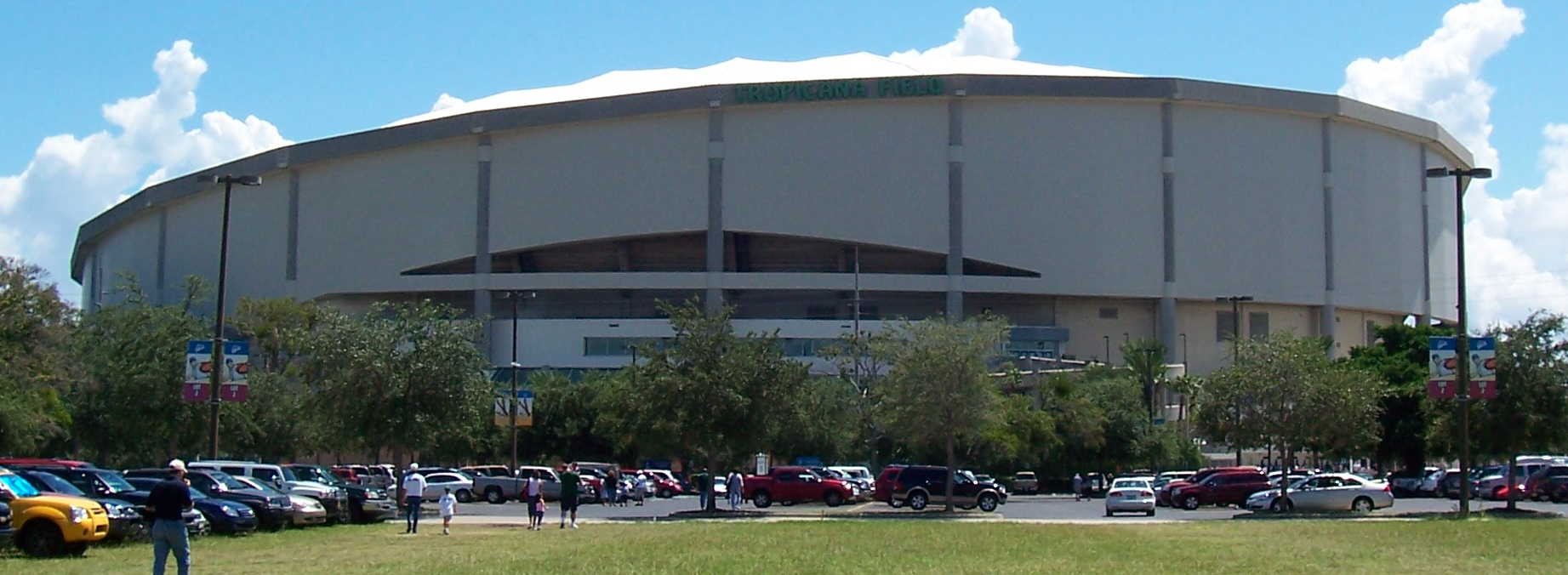
كان ملعب تروبيكانا يتمتع بسقف مائل فريد من نوعه، والذي دمره إعصار ميلتون إلى حد كبير في عام 2024.

أبرز ميزة خارجية في ملعب تروبيكانا هي السقف المائل. صُمم بزاوية لتقليل حجم الداخل بهدف خفض تكاليف التبريد، ولحماية الملعب بشكل أفضل من الأعاصير. السقف القُبَبي مدعوم بهيكل تظاغطي ويضاء بأضواء برتقالية بعد فوز فريق تامبا باي رايز في مباراة داخلية. بعد انتقال مينيسوتا توينس من ملعب هيربيرت همفري ميترودوم عقب موسم 2009 إلى ملعب تارغت فيلد في 2010، أصبح ملعب تروبيكانا الملعب الوحيد النشط في دوري البيسبول الرئيسي الذي يتمتع بسقف ثابت (أي غير قابل للفتح). الممرات المرتبطة بالسقف الثابت كانت تشكل عائقًا نادرًا، ولكنها ظهرت أحيانًا في مسار الكرات المضروبة.
الرواق الرئيسي، الواقع في الطرف الشرقي من الملعب، يشبه الرواق الداخلي لملعب إيبتس فيلد. كان الممر المؤدي إلى المدخل الرئيسي للملعب يحتوي، حتى موسم 2020، على لوحة فسيفساء من السيراميك بطول 270 متر (900 قدم)، مكونة من 1,849,091 بلاطة مربعة صغيرة بحجم بوصة واحدة. كانت هذه أكبر فسيفساء خارجية في ولاية فلوريدا، وخامس أكبر فسيفساء في الولايات المتحدة. وقد رعتها شركة فلوريدا للطاقة، التي أصبحت الآن جزءًا من شركة دوك للطاقة.
الرواق الرئيسي للطابق 100 يقع على مستوى الشارع، وتفصل المصاعد والسلالم الكهربائية والدرج بين أقسام الملعب الأمامية والخلفية، نظرًا لاختلاف ارتفاع الأرض بين الجانبين. أما رواق الطابق 200 (loge box) فهو منفصل أكثر ويغطى بالسجاد، ويضم مداخل معظم الأجنحة الفاخرة. ويعتبر رواق الطابق 300 هو الأعلى بين الأرصفة.

### المداخل
يوجد سبعة مداخل/مخارج في ملعب تروبيكانا، مرقمة بطريقة دائرية باتجاه عقارب الساعة. المدخل رقم 1 هو المدخل الرئيسي، ويعرف باسم الرُّوتوندا، ويقع على جانب الحقل الأيمن للملعب. المدخل رقم 4 مخصص لكبار الشخصيات فقط، بينما المدخل رقم 7 مخصص لموظفي الملعب والفريق فقط

### المطاعم ووسائل الراحة
تُرتب المقاعد في ملعب تروبيكانا بحيث تكون الأقسام ذات الأرقام الفردية على جانب القاعدة الثالثة، والأقسام ذات الأرقام الزوجية على جانب القاعدة الأولى. الممر خلف الأقسام من 133 إلى 149 يُلقب بـ"شارع الملعب الأيسر"، بينما يُلقب الممر خلف الأقسام من 136 إلى 150 بـ"شارع الملعب الأيمن". مقاعد المستوى 100 تطوّق كامل الملعب مع ممشى دائري بزاوية 360 درجة. خلف منطقة رؤية الضاربين في الملعب، توجد منطقة عامة في وسط الملعب تُعرف باسم "الشرفة"، وتوفّر للجماهير مقاعد مفتوحة ومكانًا للوقوف لمتابعة المباريات. الشرفة، إلى جانب تحسينات أخرى في المنشأة، كانت جزءًا من مشروع تجديد بملايين الدولارات اكتمل قبل بداية موسم 2014. توجد صناديق لوغ (loge boxes) على طول داخل الميدان بمستوى 100 من عمود الكرة إلى عمود الكرة، بينما يضم المستوى 200 نحو 20 قسماً على طول خطوط الخطأ، تتخللها منطقة الصحافة خلف لوحة المنزل، وتقع الأجنحة الفاخرة مباشرة خلفها وفوقها. تلتف مقاعد المستوى 300 حول داخل الميدان بمحاذاة الخطوط، وتضم أيضًا سطح الحفلات، وهي منطقة صغيرة بسعة محدودة تقع فوق مقاعد الملعب الأيسر الخارجية، وتحتوي على أكشاك بيع منفصلة بداخلها؛ وقد كان هذا السطح برعاية شركة تايمز للنشر في البداية، ومنذ موسم 2019 أصبح برعاية GTE Financial. تُرقم الصفوف بالأحرف بدءًا من أقرب نقطة، مع الارتفاع تدريجيًا نحو الخلف، وترقيم المقاعد يبدأ من الجانب الأيسر للقسم.
من بين 70 جناحًا فاخرًا، 48 منها يمكن الوصول إليها من المستوى 200، بينما تقع 15 جناحًا آخر في المستوى 100.
في المجمل، يتوفر 2,776 مقعدًا خاصًا بالنادي في ملعب تروبيكانا. نادي "ديكس إيميجنغ هوم بليت" يتميز بمدخله الخاص، ومقاعد استرخاء، وبوفيه فاخر مع خدمة داخل المقاعد. القسم الثاني للنادي، نادي رايز، يقع على جانب القاعدة الأولى في المستوى 100 عند مستوى لوغ بوكس، ويحتوي أيضًا على بوفيه فاخر ومقاعد فاخرة.
قسم ماكديلفيل الموجود على خط الملعب الأيمن خلف حظيرة ثيران فريق الرايز مخصص لـ24 تذكرة يوفرها النادي للعائدين من الخدمة، وعائلات الأفراد المنتشرين، وموظفي قاعدة ماكديل الجوية. تم تركيب أقسام للحفلات على مستوى الملعب في الزوايا عام 2006. قسم الحفلات في الملعب الأيسر متاح للمجموعات التي تضم من 75 إلى 136 شخصًا ويُطلق عليه اسم "162 لانديغ" (162 Landing)، في إشارة إلى الضربة الحاسمة لايفان لانغوريا في المباراة رقم 162 والأخيرة للموسم العادي لعام 2011، والتي هبطت في هذا القسم، مما منح فريق الرايز بطاقة التأهل إلى التصفيات في الدوري الأمريكي. في عام 2017، أُعيدت تسمية القسم تيمناً ببار "Ducky's" الرياضي الشهير في تامبا والمملوك جزئيًا من قبل لانغوريا، والموجود أيضًا في منطقة الشرفة، إلا أن العلامة التجارية "Ducky's" أُزيلت بعد انتقال لانغوريا إلى سان فرانسيسكو جاينتس قبل موسم 2018، وأصبح القسم برعاية مقهى هارد روك منذ موسم 2018. قسم الحفلات في الملعب الأيمن، والمعروف باسم "صندوق Bullben بابا جونز"، متاح للمجموعات التي تضم من 50 إلى 85 شخصًا. عندما كانت زاوية الملعب الأيمن برعاية سلسلة مطاعم تشيكرز وراليز، كانت تذاكر "Checkers Bullpen Cafe" تتضمن وجبة مجانية في كشك تشيكرز المجاور مباشرة للقسم. اعتبارًا من عام 2008، شملت كلتا منطقتي الحفلات بوفيهات غير محدودة.
في عام 2019، قدّم فريق الرايز قسم "Left Field Ledge"، وهو منطقة حفلات تقع فوق قسم الممشى 360 خلف الملعب الأيسر، وتوفّر طاولات لمجموعات مكونة من 8 أشخاص، وصناديق فناء لمجموعات من 12 إلى 24 شخصًا.
عيادة رعاية المشجعين التابعة لمستشفى "سانت أنتوني" تقع بين البوابتين 3 و4 في المستوى 100، القسم 102 (خلف لوحة المنزل). يشغّل فريق الخدمات الطبية لمستشفى سانت أنتوني العيادة ويقدّم خدمات الإسعافات الأولية للجماهير. جناح العناية بالأطفال، الموجود في المستوى 300 بالقرب من القسم 300، يضم محطات لتغيير حفاضات الأطفال وجناح خاص للرضاعة.
أحد المتاجر الرئيسية للملابس الرسمية للفريق يقع داخل الملعب، بالقرب من البوابة 1. المتجر الرئيسي الآخر، "متجر تامبا برو ومنافذ بيع التذاكر"، يقع في مدينة تامبا. توجد العديد من المتاجر المتخصصة الصغيرة في أنحاء الملعب، بما في ذلك متجر "بضائع مستعملة في اللعبة" الموجود في وسط الملعب.

### حوض لمس الرايز
خلف السياج الممتد بين منتصف الملعب الأيمن ومركز الملعب، يقع حوض لمس الرايز (Rays Touch Tank). يبلغ طول هذا الحوض 11 مترًا (35 قدمًا) ويتسع لـ10,000 جالون أمريكي (38,000 لتر) ويحتوي على ثلاثة أنواع مختلفة من أسماك الراي، بما في ذلك أسماك الراي "كراونوز" التي أُخذت من مياه خليج تامبا. يُعتبر الحوض واحدًا من أكبر عشرة أحواض من نوعه في الولايات المتحدة. الدخول إلى منطقة الحوض مجاني لجميع الجماهير الحاضرة لمباريات الفريق على أرضه، لكن يُسمح بدخول 40 شخصًا كحد أقصى في أي وقت. يفتح الحوض للجماهير بعد حوالي 20 دقيقة من فتح البوابات، ويغلق أمام الجمهور بعد ساعتين من أول رمية في المباراة. يتيح الحوض للجماهير فرصة مشاهدة أسماك الراي عن قرب والتعرف على معلومات تعليمية عنها.
تتولى أكواريوم فلوريدا رعاية الحوض وأسماك الراي (والتي تقيم أيضًا هناك خلال فترة التوقف الموسمية)، حيث توفّر برامج تعليمية حول أسماك الراي وغيرها من الكائنات المائية.
في كل مرة يضرب فيها لاعب من الرايز كرة تدخل إلى الحوض أثناء المباراة، كان الفريق يتبرع بمبلغ 5,000 دولار للأعمال الخيرية، بحيث يذهب 2,500 دولار إلى أكواريوم فلوريدا، و2,500 دولار إلى المؤسسة الخيرية التي يختارها اللاعب. اعتبارًا من موسم 2021، تم تمديد الشبكة الواقية فوق الحوض لتغطي المنطقة بالكامل، مما أزال إمكانية دخول كرة هوم رن إلى الحوض. قبل ذلك، لم يحقق أي لاعب من فريق رايز سوى لاعبين اثنين ضربات هوم رنز وصلت إلى الحوض:
| هوم رنز الحوض  | هوم رنز الحوض | هوم رنز الحوض        |
| الضارب         | التاريخ       | الجهة الخيرية        |
| -------------- | ------------- | -------------------- |
| خوسيه لوباتون* | 7 أكتوبر 2013 | دار الأطفال في تامبا |
| براد ميلر      | 31 يوليو 2016 | مؤسسة ميكي ماهتوك    |

تشير النجمة إلى هوم رن حاسم للمباراة (walk-off).
بالإضافة إلى ذلك، ضرب خمسة لاعبين فقط هوم رنز وصلت إلى الحوض أثناء لعبهم مع فرق منافسة:
| الضارب        | الفريق            | التاريخ       |
| ------------- | ----------------- | ------------- |
| لويس غونزاليس | لوس أنجلوس دودجرز | 24 يونيو 2007 |
| ميغيل كابريرا | ديترويت تايجرز    | 30 يونيو 2013 |
| نيلسون كروز   | سياتل مارينرز     | 27 مايو 2015  |
| روبي غروسمان  | مينيسوتا توينس    | 5 سبتمبر 2017 |
| كول كالهون    | لوس أنجلوس آنجلز  | 1 أغسطس 2018  |

### الامتيازات
خلف ملعب الوسط في الطابق الأرضي من الملعب، بالقرب من المدخل الرئيسي ذي الردهة الكبيرة، يوجد مطعم كامل الخدمات ومنطقة ترفيهية من طابقين تُسمى BallPark & Rec، افتُتحت عام 2018. يتميز الطابق الثاني للمطعم بمنطقة خارجية مزودة بألعاب الحديقة، بالإضافة إلى منطقة ألعاب داخلية بالأركيد. استولى هذا المطعم على الموقع الذي كان يشغله سابقًا إيفرجليدز بروهاوس، والذي قدّم مجموعة من أنواع البيرة الحرفية إلى جانب بار كامل للمشروبات الروحية، وافتُتح قبل ساعتين من أول رمية. قُدم تحدي "المشجع ضد الطعام" في إيفرجليدز في عام 2014، ويتضمن تناول برجر بوزن 4 أرطال (1.8 كجم) مع رطل من البطاطس المقلية خلال أقل من 30 دقيقة للفوز بتذكرتين لحضور مباريات قادمة لفريق رايز وقميص.
توجد أكشاك امتيازات أخرى مختلفة خلف ملعب الوسط وعلى طول الحواف الخارجية للملعب على طول خطوط القاعدة، موزعة على ثلاثة ممشى تُدعى: شارع ملعب الوسط، قاعة طعام القاعدة الأولى، وقاعة طعام القاعدة الثالثة. غالبًا ما تتغير هذه الأكشاك من موسم إلى آخر، وعادةً ما تكون مسماة على أسماء رعاة الملعب أو مستوحاة من شخصيات بارزة في فريق رايز، مثل روكو باليللي المستوحاة من اللاعب والمدرب السابق للفريق روكو بالديللي، والتي كانت متاحة خلال موسم 2018 حتى تم تعيين بالديللي من قبل مينيسوتا توينس في 2019. تشمل الامتيازات الحالية والسابقة Taco Bus، Wine Cellar، The Carvery، Pipo's، Papa John's Pizza، Fish Shack، Everglades BBQ، بار مشروبات كحولية كامل، Bay Grill، وCraft Beer Corner الذي يعرض منتجات العديد من مصانع الجعة الحرفية المحلية بما في ذلك Big Storm Brewing، Cigar City، Green Bench، Sea Dog، و3 Daughters. يقدم Green Bench Brewing مشروبًا خاصًا لفريق رايز يُدعى 2-Seam Blonde Ale.
بالإضافة إلى هذه الامتيازات، استضاف ملعب تروبيكانا سابقًا كشك امتياز لمطعم أوتباك ستيك هاوس، وهو مطعم شهير مقره منطقة خليج تامبا. لمنافسة تقاليد النقانق المعروفة في الملاعب الأخرى، قدم ملعب تروب في عام 2007 "Sting 'Em" Dog، وهو عبارة عن نقانق عادية مُغطاة بالفلفل الحار والجبن. أعيدت تسميتها إلى "The Heater" في عام 2008.

### متحف تيد ويليامز وقاعة مشاهير الضاربين
افتُتح متحف تيد وليامز وقاعة مشاهير الضاربين في فبراير 1994 في هيرناندو بفلوريدا في مقاطعة سيتروس، على بُعد بضعة شوارع فقط من مكان إقامة ويليامز في سنواته الأخيرة.
في عام 2006، نُقل المتحف وقاعة المشاهير إلى ملعب تروبيكانا بعد إفلاس المرفق الأصلي في هيرناندو. وفي عام 2007، افتُتح جناح جديد بمساحة 7,000 قدم مربع (650 مترًا مربعًا) في الطابق العلوي، يضم الآن معارض عن مسيرة تيد وليامز مع فريق بوسطن ريد سوكس ومع مشاة البحرية الأمريكية خلال الحرب العالمية الثانية والحرب الكورية، بالإضافة إلى النصب التذكارية لأعضاء قاعة مشاهير الضاربين التي تتضمن تذكارات أصلية متبرع بها إن أمكن، والعديد من المقتنيات الشخصية لوليامز من مسيرته وحياته بعد اللعب. لم يدرج ويليامز نفسه في قاعة مشاهير الضاربين الخاصة به، وتم إدراجه فقط بعد وفاته في عام 2003.

## أحداث بارزة

### كرة السلة
في عام 1998، كان ملعب تروبيكانا موقعًا للمباراة النهائية الإقليمية في بطولة الرابطة الوطنية لرياضة الجامعات لكرة السلة للرجال. وبعد عام، استضاف الملعب النهائيات الأربعة 1999، حيث فاز فريق كونيكتيكت هسكيز على فريق دوك بلو ديفلز بنتيجة 77–74 ليفوز بالبطولة. ومنذ ذلك الحين، لم تُلعب أي مباراة أخرى في بطولة الرابطة الوطنية لرياضة الجامعات لكرة السلة للرجال في ملعب تروبيكانا.

### كرة القدم الأمريكية
استضاف الملعب نهائي أرينا بول IX في عام 1995.
في عام 2008، أعلنت الرابطة الوطنية لرياضة الجامعات أن ملعب تروبيكانا سيستضيف مباراة كرة قدم جامعية بعد انتهاء الموسم، مما أعاد كرة القدم الأمريكية إلى القبة. حملت المباراة لاحقًا اسم غازباريا بول، ولُعبت داخل ملعب تروبيكانا حتى عام 2017، وبعد ذلك نُقلت المباراة السنوية إلى ملعب ريموند جيمس في تامبا.
عاد ملعب تروبيكانا إلى إعدادات كرة القدم الأمريكية في 30 أكتوبر 2009، لاستضافة واحدة من ثلاث مباريات داخلية لفريق فلوريدا توسكرز ضمن دوري كرة القدم المتحد، الذي كان فريق تامبا باي رايز قد استثمر فيه.
أقيمت لعبة إيست–ويست شرين، وهي مباراة كل النجوم السنوية في كرة القدم الجامعية بعد نهاية الموسم والتي تُلعب منذ عام 1925، في ملعب تروبيكانا من عام 2012 حتى عام 2019.

### هوكي
حمل ملعب تروبيكانا، الذي كان يُعرف حينها باسم "ثاندردوم"، الرقم القياسي لأعلى حضور جماهيري لمباراة في تصفيات كأس ستانلي، وذلك بتاريخ 23 أبريل 1996، بعدد بلغ 28,183 مشجعًا. في ذلك الوقت، كان هذا أعلى حضور جماهيري على الإطلاق لمباراة في دوري الهوكي الوطني (NHL)، واستمر هذا الرقم حتى كلاسيك هيريتاج 2003. وما زال هذا الرقم القياسي قائمًا لأعلى حضور جماهيري لمباراة في ملعب منتظم لفريق، حيث أن جميع مباريات دوري الهوكي الوطني ذات الحضور الأعلى كانت ضمن فعاليات كلاسيك الشتاء أو كلاسيك هيريتاج أو سلسلة الملاعب.

### رياضات المحركات
استضاف ملعب صن كوست دوم (الاسم السابق لتروبيكانا) سباقات وورلد أوف آوتلاوز سبينت كارز من 7 إلى 9 فبراير 1992، ضمن فعاليات أسبوع السرعة في فلوريدا، حيث استضافت العديد من المضامير سباقات خلال ذلك الشهر.
كما استضاف الميدان سباقًا ضمن سلسلة إس سي سي إيه ترانس-أم في عامي 1996 و1997 على مسار مؤقت يحيط بمواقف السيارات والشوارع المجاورة.

### الحفلات الموسيقية
استضاف ملعب تروبيكانا العديد من الحفلات الموسيقية على مر السنين؛ وكانت من أوائل الأحداث الكبيرة عند اكتماله حفل دون هينلي في 29 يونيو 1990.[بحاجة لمصدر] وأقام العديد من الفنانين المشهورين حفلاتهم في هذا المكان، منهم إريك كلابتون (مرتين)، ديفيد بوي، جانيت جاكسون (مرتين)، ستيلي دان، أيه سي/دي سي (مرتين)، غنز آن روزز، بيلي جويل (مرتين)، روبرت بلانت، راش (مرتين)، آر إي إم، الصقور، ديبيتش مود، رود ستيوارت، كيس، وفان هيلين (مرتين)، من بين آخرين. وبلغ أعلى حضور جماهيري لحفل موسيقي في الملعب عند حفل فرقة نيو كيدز أون دا بلوك في أغسطس 1990.
تراجع عدد الحفلات الموسيقية الكبيرة في تروبيكانا بشكل ملحوظ منذ تأسيس تامبا باي (ديفل) رايز في 1998، نظرًا لجدول المباريات الداخلية الذي يتضمن 81 مباراة، مما يصعب جدولة الحفلات الموسيقية، خاصة خلال موسم الصيف. كما ساهم تطور أمالي أرينا (التي افتتحت عام 1996) ومسرح ميدفلوريدا كريديت يونيون أمفيثيتر (الذي افتتح عام 2004) في تامبا إلى أماكن حفلات موسيقية نشطة، مما قلل من عدد الحفلات الموسيقية في ملعب تروبيكانا.

### سلسلة حفلات الرايز الصيفية
بدءًا من عام 2007، نظّمت تامبا باي رايز سلسلة حفلات موسيقية صيفية حيث قدم مزيج من الفنانين المشهورين وأقل شهرة، ومن مختلف الأنواع الموسيقية، عروضًا مجانية بعد بعض مباريات الفريق الداخلية، دون فرض رسوم إضافية تتجاوز سعر تذكرة المباراة. غالبًا ما كانت الحفلات تُقام بعد مباريات الجمعة أو السبت ليلاً، في حين خُصّصت عروض ترفيهية للأطفال بعد مباريات ظهر الأحد. كانت الإجراءات المعتادة تتضمن نقل منصة متنقلة إلى وسط الملعب مباشرة بعد نهاية المباراة، لتبدأ الموسيقى بعد ذلك بقليل. في معظم العروض، سُمح للجماهير بالنزول إلى أرضية الملعب لمشاهدة الحفل عن قرب.
كان أول حفل بعد مباراة بطلته فرقة شا نا نا في يونيو 2007. حقق الحدث نجاحًا كبيرًا دفع الرايز لتنظيم سلسلة من العروض للموسم التالي، مما زاد غالبًا من الحضور لتلك المباريات. شملت قائمة الفنانين المشاركين ذا بيتش بويز، لوس لوبوس، إل إل كول جي، سيستر هازل، كاسي موسغرافس، الجاكسون 5، آر إي أو سبيدواغن، زي زي توب، ويزر، كيني لوجينس، آفريل لافين، جوان جيت، وذا ويغلز، وغيرهم، ليصل عدد العروض إلى أكثر من 80 حفلاً موسيقيًا.
في بعض المواسم، بلغ عدد الحفلات بعد المباريات نحو 12 حفلاً. لكن العدد تقلص إلى حفلين فقط في عام 2017، وقبل بداية موسم 2018، أعلن الرايز أنهم سيوقفون هذه السلسلة بسبب "الإجهاد الذي يتعرض له العشب الصناعي".
في 27 أبريل 2023، أعلن الرايز عن عودة سلسلة حفلات الصيف بمناسبة الاحتفال بالذكرى الـ25 لتأسيس الفريق. كان أول فنان معلن هو AJR، الذي قدم عرضه بعد مباراة الجمعة 19 مايو ضد ميلاووكي بريورز. أثبت الحفل نجاحه، فأعلن الفريق لاحقًا عن فنانين إضافيين، هما لي برايس يوم الجمعة 11 أغسطس، وجولة "I Love The 90's" التي تضم فانيلا أيس، روب بيس، مونتيل جوردان، وتون لوك، يوم الجمعة 8 سبتمبر.

### المصارعة المحترفة
في 11 ديسمبر 2020، بدأت شركة المصارعة المحترفة دبليو دبليو إي بث برامجها الأسبوعية، راو، سماكداون، وماين إيفنيت، إضافة إلى عروضها المدفوعة والأحداث المباشرة، من ملعب تروبيكانا، وذلك كجزء من إقامة مغلقة بسبب جائحة كوفيد-19 ضمن فقاعة صحية آمنة حملت اسم "دبليو دبليو إي ثاندردوم"، بعد نقلها من مركز أمواي في أورلاندو بسبب انطلاق موسمي دوري ECHL والدوري الأمريكي لكرة السلة للمحترفين لعام 2020–21، حيث يُعتبر مركز أمواي الملعب المشترك لكل من أورلاندو سولار بيرز وأورلاندو ماجيك.
عادت دبليو دبليو إي إلى ملعب تروبيكانا من جديد في رويال رامبل 2024، الذي حقق رقمًا قياسيًا في الحضور قُدر بـ48,044 مشجعًا.